# Радашкевич, Александр Павлович
Алекса́ндр Па́влович Радашке́вич (род. 30 апреля 1950, Чкалов) — русский поэт, эссеист, переводчик.

## Биография
Родился в семье офицера. Вырос в Уфе. В 1970-е годы жил и работал в Ленинграде. В СССР не печатался, доверяя первые поэтические опыты литературоведу и переводчице Н. Я. Рыковой. Эмигрировал в США в 1978 г. Работал в библиотеке Йельского университета (Нью-Хейвен), сотрудничая с эстонским поэтом и искусствоведом Алексисом Раннитом. В 1984 г перебрался в Париж, где работал в еженедельнике «Русская мысль», поддерживая литературные и дружеские связи с И. В. Одоевцевой, К. Д. Померанцевым, З. А. Шаховской и поэтами «третьей волны» — Б. Кенжеевым, Н. Горбаневской, Ю. Кублановским.
В 1991—1997 гг. был личным секретарём Великого князя Владимира Кирилловича и его семьи, которую сопровождал во время более чем тридцати визитов в Петербург, Москву и по всей России, а также Грузии, Украине и европейским странам.
Живёт в Париже.

## Творчество
С конца 1970-х гг. стихи, рецензии, статьи и переводы А. Р. широко печатались в эмигрантской периодике, а с 1989, начиная с публикации Михаила Дудина в журнале «Звезда», и на родине. В 1994 г. основал при петербургском издательстве «Лики России» литературно-историческую серию «Белый орёл».
Автор двенадцати книг поэзии, прозы и переводов. Член Союза российских писателей и Союза писателей XXI века.
Официальный представитель Международной федерации русскоязычных писателей (МФРП) во Франции.
Участник фестивалей поэзии в России, Грузии, Англии, Германии, Бельгии, Индии, Израиле, Сербии, Финляндии и т. д.
О поэтическом мире А. Р. в разные годы писали Михаил Дудин, Наталья Горбаневская, Бахыт Кенжеев, Евгений Евтушенко, Аркадий Илин, Галина Погожева, Нина Зардалишвили, Вальдемар Вебер, Данила Давыдов, Лидия Григорьева, Равиль Бухараев, Злата Коцич, Айдар Хусаинов, Александр Мельник, Алексей Кривошеев, Виталий Науменко, Дмитрий Бобышев, Даниил Чкония и др.
Стихи переведены на английский, французский, немецкий, сербский, болгарский и арабский языки.

## Стихи, проза, переводы и публицистика
- Джеймс Хаббэлл. «Любовные письма Земле». Пер. с англ. Рисунки автора. — Santa Ysabel (CA): Ilan Lael Publications, 1983.
- «ШПАЛЕРА». Первая книга стихов. / Послесловие Н.Горбаневской. Оформ. А.Раннита. — Нью-Йорк: Руссика, 1986.
- «ОНЫЙ ДЕНЬ». Лирика 1971—1995. / Оформ. Л.Корсавиной. — Санкт-Петербург: Лики России, 1997.
- «ПОСЛЕДНИЙ СНЕГ». Стихи. / Послесловие Б.Кенжеева. Переводы на англ. Р.Бура. — Санкт-Петербург; Париж: Искусство России, 2003.
- Джеймс Болдуин. «Комната Джованни». Роман. / Пер. с англ. — Санкт-Петербург: Азбука-классика, 2006
- «ВЕТЕР СОЗЕРЦАНИЙ». Стихотворения. — Санкт-Петербург: Алетейя, 2008.
- «ЛИС, или ИНФЕРНО». Ленинградский карманный роман. — Санкт-Петербург: Алетейя, 2009.
- «ЗЕМНЫЕ ПРАЗДНИКИ». Лирика. / Вступление Н.Зардалишвили. Послесловие Л.Григорьевой. — Москва: Русский Гулливер, 2013.
- «АРИЯ». Избранные стихи в переводе на сербский Златы Коцич. «Treći Trg», Белград, 2015.
- «РЕФЛЕКСИИ и избранные статьи». Предисловие С. Хазанова-Пашковского. «Имперское слово». Санкт-Петербург, 2015.
- Кирилл Померанцев. «ОПРАВДАНИЕ ПОРАЖЕНИЯ». Собрание сочинений в одном томе. Составитель А. П. Радашкевич. «Русская культура». Санкт-Петербург, 2018.
- «НЕИЗРЕЧИМОЕ». Шестая книга стихов. «Площадь Искусств», Санкт-Петербург, 2018.
- «РЕЛИКВАРИЙ ВЕТРОВ». Избранная лирика. Послесловие М. Гарбер. «Алетейя», СПб., 2020.